# Darryl Powell
Darryl Anthony Powell (Lambeth, 15 november 1971) is een Jamaicaans voormalig betaald voetballer die ook de Britse nationaliteit bezit. Powell was een defensieve middenvelder, maar werd ook als centrale verdediger opgesteld. Hij werd bekend met Derby County in de Premier League, van 1996 tot 2002. Hij was er aanvoerder.
Powell stond voorts onder contract bij Portsmouth, Birmingham City, Sheffield Wednesday, Colorado Rapids en Nottingham Forest. Hij speelde op internationaal niveau voor het Jamaicaans voetbalelftal. Hij is een 21-voudig international en nam deel aan het WK 1998 in Frankrijk, het eerste WK voor Jamaica.

## Clubcarrière
Powell begon zijn loopbaan bij Portsmouth in 1989. Hij speelde 132 competitiewedstrijden voor Pompey en scoorde 16 doelpunten. Powell verruilde Portsmouth in 1995 voor Derby County, waar hij en aanvaller Dean Sturridge populair werden. Met de leiderscapaciteiten van de Jamaicaan promoveerde Derby in het seizoen 1995/96 naar de Premier League. Hij werd vervolgens de speler met de meeste wedstrijden voor The Rams in de Premier League, 171. Tijdens het seizoen 2002/03 speelde hij een handvol duels voor Birmingham City, wat zijn totaal op 181 Premier League-wedstrijden brengt. Bij tweedeklasser Sheffield Wednesday kwam hij amper in actie (8 keer). In 2003 en 2004 was Powell actief in de Verenigde Staten, bij Colorado Rapids. Hier speelde de middenvelder 18 wedstrijden. Hij borg zijn schoenen een jaartje op, waarna hij in 2005 terugkeerde uit pensioen en nog heel even voor tweedeklasser Nottingham Forest uitkwam. 
Powell stopte met voetballen op 34-jarige leeftijd.

## Later leven
Powell werd na zijn actieve voetbalcarrière spelersmakelaar.